# Prosper Guéranger
Prosper-Louis-Pascal Guéranger, O.S.B., (Sablé-sur-Sarthe, 4 de abril de 1805 – Solesmes, 30 de janeiro de 1875), mais conhecido como Dom Guéranger, foi um sacerdote francês, restaurador e abade do priorado beneditino de Solesmes, e fundador da Congregação da França da Ordem de São Bento.
Restaurou na França a Ordem de São Bento, uma das ordens religiosas mais antigas do cristianismo, cujos mosteiros haviam sido suprimidos pela Revolução Francesa (decreto de 13 de fevereiro de 1790). É também conhecido por ter promovido o restabelecimento da liturgia romana na França e por ter composto L'Année liturgique que iniciou o movimento litúrgico.
O processo diocesano de beatificação do Servo de Deus Dom Prosper Guéranger foi aberto em 21 de dezembro de 2005 por Jacques Faivre, bispo de Le Mans.

## Biografia

### Nascimento e formação
Prosper-Louis-Paschal Guéranger nasceu em Sablé-sur-Sarthe em 4 de abril de 1804, onde seus pais se estabeleceram após o casamento. Ele é batizado no mesmo dia.
Prosper Guéranger foi marcado desde muito jovem por ideias românticas. Le Génie du Christianisme de Chateaubriand, publicado pouco antes do seu nascimento e que leu cedo, inspirou-o em particular com uma visão idealizada e romântica do cristianismo medieval. Grande leitor, descobriu também os escritos de qualidade de Joseph de Maistre e Louis de Bonald.
Sob a influência das doutrinas ultramontanas de Félicité de Lamennais, ingressou no seminário menor de Le Mans em 1822, como estudante de filosofia.  Em 1823 foi integrado no seminário maior. Durante os estudos leu os Padres da Igreja, interessando-se particularmente pela história da Igreja e da vida monástica.

### Vida religiosa
Foi ordenado sacerdote em 7 de outubro de 1827 em Tours, pelo Arcebispo de Tours Augustin Louis de Montblanc, porque não deseja a sua ordenação sacerdotal pelo ex-bispo constitucional Carlos II Montault-Désilles, que permanece no cargo em Angers. Por esta razão, foi rapidamente nomeado cônego da catedral de Tours.
Ele foi profundamente afetado pela publicação de Considerações sobre o dogma gerador da piedade católica, de Philippe Gerbet, publicada em 1829. Esta obra sublinha a importância do culto católico tradicional, bem como uma ligação considerável entre a presença real de Cristo e o principal fermento de regeneração social, que desempenha um papel importante no pensamento de Dom Guéranger.

### Em busca de uma liturgia católica adequada
Foi na sequência destas reflexões que se comprometeu a utilizar o missal romano para os ofícios, ao contrário dos vários missais franceses tradicionalmente utilizados pelo clero galicano. Naquela época, cada diocese da França adotava uma liturgia própria e única, fenômeno causado pelo galicanismo e pelo jansenismo.
Assim que foi ordenado, começou a trabalhar neste caminho, sob o apoio do Bispo de Tours. Já, apenas quatro meses depois, este jovem sacerdote recitava o breviário romano na missa de 26 de janeiro de 1828, depois de ter redescoberto um missal romano entre a comunidade do Convento e internato das Senhoras do Sacré-Cœur. Neste estabelecimento onde é responsável pela celebração da missa, o uso do breviário romano é totalmente autorizado pelo seu bispo.
Esta escolha revela, por um lado, a sua preocupação pela unidade com Roma e, por outro, um amor romântico pelo passado, e o “cheiro de antiguidade” que exalam as fórmulas romanas, no âmbito de uma renovação das práticas litúrgicas, que ele quer mais ricas em símbolos, mais misteriosas e solenes. 

### Homem de estudos
Esta intenção levou naturalmente este sacerdote a obras históricas. Com isto em mente, comunicou-se com Félicité de La Mennais, e manifestou-lhe a sua ambição numa carta datada de 19 de fevereiro de 1829. Pediu também apoio para solicitar ajuda financeira a Roma com vista à compra da abadia de Solesmes. Permanecendo próximo do movimento mennaisiano até à condenação deste pelo Papa Gregório XVI em 1832, continuou a manter correspondência com Charles Forbes de Montalembert, que também realizou estudos sobre a história dos monges ocidentais.
Entre fevereiro e julho de 1830, publicou os primeiros quatro artigos no órgão mennaisiano Le Mémorial catholique, depois sistematizou suas reflexões nas Instituições Litúrgicas publicadas em 1840. A sua denúncia do que chamou de “heresia antilitúrgica” — contribuições galicanas e jansenistas, influência protestante, etc. — valeu-lhe o favor do clero e a hostilidade de parte do episcopado francês. Em particular, publicou no quarto volume das Instituições Litúrgicas as suas respostas aos ataques do Bispo de Orléans, Jean-Jacques Fayet, e do Arcebispo de Toulouse Paul d'Astros, aos volumes anteriores das mesmas Instituições Litúrgicas.

### Restauração da ordem de Saint-Benoît em Solesmes

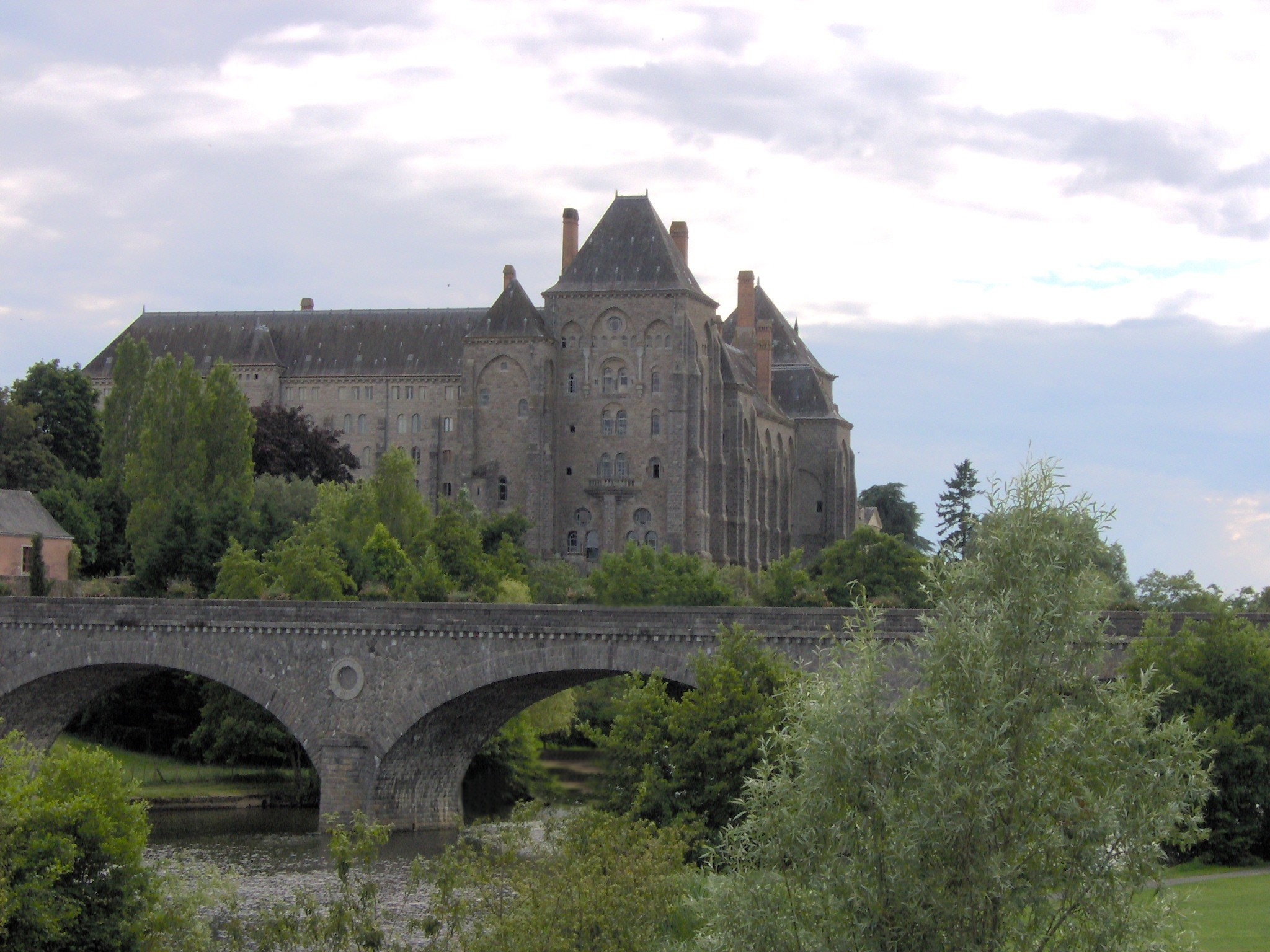
Abadia de Solesmes.

É com esta ideia de renovação da liturgia que decidiu restaurar na França a Ordem de São Bento, suprimida durante a Revolução Francesa. Para tanto, adquiriu um antigo priorado beneditino, em Solesmes, em dezembro de 1832. Para o desenvolvimento das constituições da sua ordem, inspirou-se principalmente nas dos mauristas franceses, beneditinos reformados no século XVII, enfatizando em particular a importância dos estudos e da vida intelectual dos monges.
Em 11 de julho de 1833, a vida monástica é oficialmente retomada em Solesmes. Em 14 de julho de 1837, a restauração da ordem foi aprovada pelo Papa Gregório XVI. Solesmes foi então estabelecida como uma abadia beneditina da qual Dom Guéranger foi o primeiro abade, e superior de uma congregação que tomou o nome de Congregação de França (mais tarde Congregação de Solesmes), ou "Congregação Francesa da Ordem de São Bento".

### Restauração do canto gregoriano
Os seus estudos sobre a liturgia católica levaram-no também a interessar-se pelo autêntico canto litúrgico da Igreja. Como Dom Guéranger carece de conhecimentos musicais, ele tem que esperar a chegada de seus colaboradores a Solesmes. Entre seus colaboradores podemos contar o Cônego Augustin-Mathurin Gontier, Dom Paul Jausions e Dom Joseph Pothier. Se não conseguiu obter um resultado concreto antes da sua morte, a abadia de Solesmes tornou-se mais tarde um centro de estudo do canto gregoriano. O mosteiro é conhecido em todo o mundo pelo canto gregoriano.
As obras de Dom Guéranger em ambas as áreas, romanização da liturgia e renovação do canto litúrgico, contribuíram para a centralização da Igreja e para a reforma litúrgica de Pio X (Inter pastoralis officii sollicitudines). Restaurado por iniciativa de Dom Guéranger, o "canto da Igreja por excelência" tornou-se obrigatório em todas as igrejas católicas até o Concílio Vaticano II.

#### Interpretação melhorada
Dom Guéranger, sempre protetor de Gontier, tem a alegria de apoiar o trabalho deste. Por um lado, diz respeito à publicação do Método raciocinado do cantochão: O cantochão considerado no seu ritmo, na sua tonalidade e nos seus modos, publicado em 1859. Como abade de Solesmes, Dom Guéranger dá-lhe a sua aprovação, impressa na obra. Por outro lado, em 1860 apoiou a apresentação do amigo ao Congresso para a restauração do cantochão e da música sacra. Este congresso, como o primeiro na restauração do canto gregoriano, privilegiou a prática do cantochão segundo o ritmo verbal, ao contrário do que se praticava naquela época, em notas iguais. Muito apreciada, nas Memórias publicadas em 1862, a sua representação é colocada na primeira página.

#### Primeiro cancioneiro
Nas suas Memórias, Dom Guéranger evoca os estudos realizados por Dom Jausions e Dom Pothier em 1862. Ambos concluíram que, para restaurar o canto gregoriano, é necessário consultar os neumas sem versos, encontrados nos manuscritos mais antigos. O seu trabalho permitiu a publicação do primeiro livro de canto gregoriano restaurado, Directorium Chori, impresso em 1864 em Rennes. No entanto, Dom Guéranger ainda hesita em distribuir este livro. Este último foi perdido devido a um incêndio na gráfica por volta de 1866. O abade continuou a copiar os manuscritos nos arquivos europeus, apesar dos graves danos, enquanto esperava por um gradual e um antifonário em gregoriano.

#### Posteridade
Embora o uso do canto gregoriano autêntico tenha sido estabelecido nos mosteiros beneditinos na França, o caminho a seguir ainda é muito longo. Com efeito, o Vaticano sob o pontificado de Leão XIII adoptou em 1870, para a sua Capela Sistina, a edição de Regensburg de Franz Xaver Haberl (reprodução da Edição Mediceana do Renascimento) com trinta anos de privilégio. Esta edição, falsamente atribuída a São Gregório Magno e aos editores de Palestrina, está longe de ser científica. No entanto, o Padre Guéranger continua a encorajar o trabalho da equipa, apesar desta situação difícil. Dom Guéranger morreu antes das primeiras publicações ilustres de Dom Pothier em 1880 e 1883, mas os passos dados pelo Abade de Solesmes para a restauração do canto gregoriano foram importantes. Foi por São Pio X, em 1904, que a edição Solesmes foi reconhecida como autêntica.

### Morte

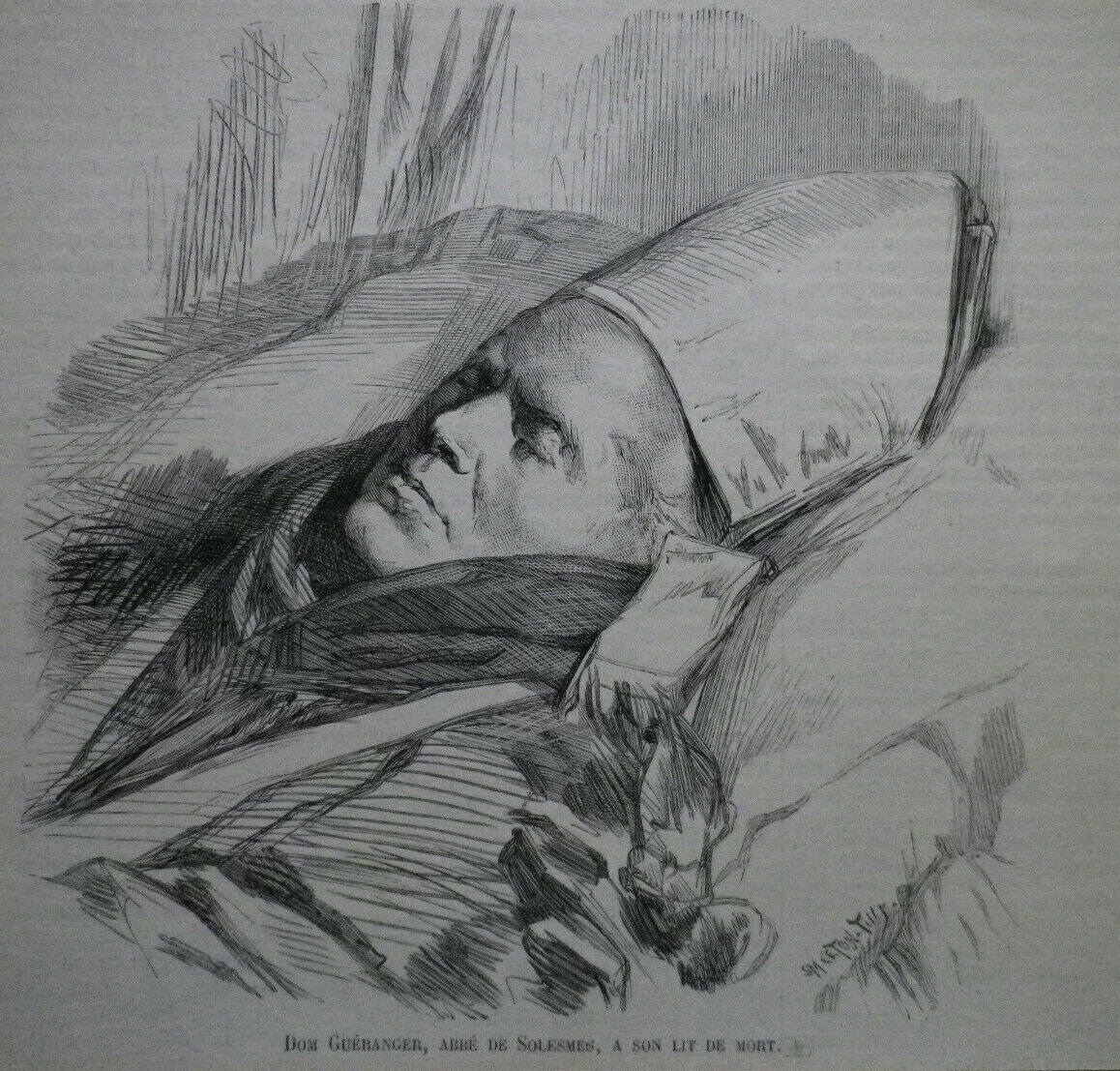
Dom Guéranger em seu leito de morte.

Dom Guéranger morreu em Solesmes em 30 de janeiro de 1875. Repousa na igreja da abadia de Saint-Pierre de Solesmes, sendo o seu coração sepultado em frente ao altar da igreja da abadia de Sainte-Cécile, de acordo com o seu desejo.

## Família
Seus pais, Pierre Guéranger (Le Mans, 1773 – † Le Mans, 1847) e Françoise Jarry, casaram-se em Sainte-Suzanne em 27 de janeiro de 1798 e estabeleceram-se em Sablé-sur-Sarthe.
A sua família paterna estava ligada a Le Mans. Seu avô, Julien Guéranger, era fabricante de gazes lá; enquanto sua avó, nascida Marie Devoust, era natural de Pontlieue, atualmente na cidade de Le Mans.
Quando Prosper-Louis-Paschal nasceu, seu pai era diretor do colégio que ele havia fundado em um antigo convento de freiras Cordelières de Sainte-Elisabeth, depois tornou-se professor no colégio de Sainte-Croix, após deixar o Estabelecimento Sablé. O seu irmão mais velho, Fréderic Guéranger, sucedeu ao pai, tornando-se professor no mesmo colégio em Le Mans.
Dom Guéranger tinha três irmãos incluindo um religioso:
- Fréderic-Florent-Julien Guéranger (Sablé-sur-Sarthe, 29 de janeiro de 1799 – † 1858), professor universitário e também botânico;
- Édouard-Auguste-François Guéranger (Sablé-sur-Sarthe, 6 de abril de 1801 – † Le Mans, 3 de fevereiro de 1895), farmacêutico, bem como diversas funções, como presidente da sociedade de agricultura e artes de Sarthe, diretor da igreja da Catedral de Le Mans;
- Constantin-Victoir-Florent Guéranger (Sablé-sur-Sarthe, 9 de abril de 1807 – La Chapelle-Saint-Aubin, † 30 de dezembro de 1862), nomeado pároco de La Chapelle-Saint-Aubin em 1832 e no cargo até sua morte[19]

Vemos que seus pais deram a cada um deles três patronos. Para Dom Guéranger, seria o triplo patrocínio de um santo médico, de um santo rei e de um santo papa. Com efeito, o seu pai, Pierre Guéranger, era um “cristão de moral austera e séria”.

## Homenagens
Seu processo de beatificação foi aberto em 21 de dezembro de 2005 por Jacques Faivre, bispo de Le Mans.

## Influência
A influência de Dom Prosper Guéranger foi considerável na ordem beneditina na França, onde outras abadias e priorados estão ligados a esta congregação como a abadia de Saint-Martin de Ligugé, o mosteiro de Ganagobie, Sainte-Cécile de Solesmes, Sainte-Anne de Kergonan, Notre-Dame de Fontgombault .
Dom Guéranger é também uma das inspirações do movimento conhecido como movimento litúrgico, continuado até o Concílio Vaticano II. Este movimento visava tornar a Missa Romana mais conhecida e amada, tanto pelos sacerdotes como pelos fiéis. Para tal, Dom Guéranger empreendeu nomeadamente a restauração do canto gregoriano medieval e, com a publicação de L'Année liturgique, forneceu um comentário aos textos da liturgia.
Santa Teresa de Lisieux lia regularmente O Ano Litúrgico com suas irmãs durante sua infância.

## Lista de obras

### Artigos publicados em periódicos
Muitos dos escritos de Dom Guéranger foram frequentemente publicados no jornal de Louis Veuillot, L'Univers, e depois de sua suspensão em 1860, no Le Monde. É, portanto, quer durante a sua vida (como os Ensaios sobre o Naturalismo Contemporâneo), quer após a sua morte (como Jesus Cristo, Rei da História), que estes artigos foram reunidos em volume.

### O ano litúrgico
- O Ano Litúrgico, Bouère, DM Morin, 1979-1984 (1.ª ed. 1841-1866) (BNF 34302393, leia online [arquivado]).

A obra intitulada O Ano Litúrgico é um dos frutos mais importantes de seus estudos. A publicação foi realizada entre 1841 e 1866 em nove volumes. Como sua morte impediu a conclusão do calendário litúrgico (concluído até às vésperas do Domingo da Trindade ), Dom Lucien Fromage foi o responsável pela conclusão da obra. É a obra mais conhecida e lida de Dom Guéranger, que foi reimpressa diversas vezes.

### Liturgia e vida religiosa
- Instituições litúrgicas, Paris, V. Palmé, 1878-1885 (1.ª ed. 1840-1851) (BNF 30550580, leia online [arquivado]).
- Nossa Senhora no ano litúrgico
- Explicação das orações e cerimônias da Santa Missa
- A monarquia papal
- Memória sobre a questão da Imaculada Conceição da Santíssima Virgem Maria
- Ensaio sobre a origem, significado e privilégios da Medalha ou Cruz de São Bento, Poitiers, Oudin,1862 (BNF 30550574, leia online [arquivado]).
- Os dons do Espírito Santo
- Palavras de um pai
- Noções sobre a vida religiosa e monástica
- Da infalibilidade papal
- Da monarquia papal
- Explicações sobre os corpos dos santos mártires retirados das catacumbas de Roma e sobre o culto a eles prestado
- A Igreja ou Sociedade do Louvor Divino - Oblatos Seculares da Ordem de São Bento

### Trabalha sobre questões históricas
- Ensaios sobre Naturalismo Contemporâneo
- Jesus Cristo, rei da história
- São Luís e o papado
- Santa Cecília e a sociedade romana nos primeiros dois séculos [“História de Santa Cecília, virgem e mártir romana”], edições Delacroix, 2004 (1.ª ed. 1849) (BNF 30550578, leia online [arquivo]).
- Os Exercícios de Santa Gertrudes, virgem da ordem de São Bento

### Memórias
- Memórias autobiográficas: 1805-1833, Edição de Solesmes, 2004 (BNF 40921803, apresentação online [arquivo]).

### Ligação externa
- Le site de l’abbaye Saint-Pierre de Solesmes